# Calycomyza menthae
Calycomyza menthae este o specie de muște din genul Calycomyza, familia Agromyzidae, descrisă de Spencer în anul 1969. Conform Catalogue of Life specia Calycomyza menthae nu are subspecii cunoscute.